# Plevník-Drienové
Plevník-Drienové ist eine Gemeinde im Okres Považská Bystrica im Gebiet des Trenčiansky kraj in der Slowakei mit etwa 1600 Einwohnern.

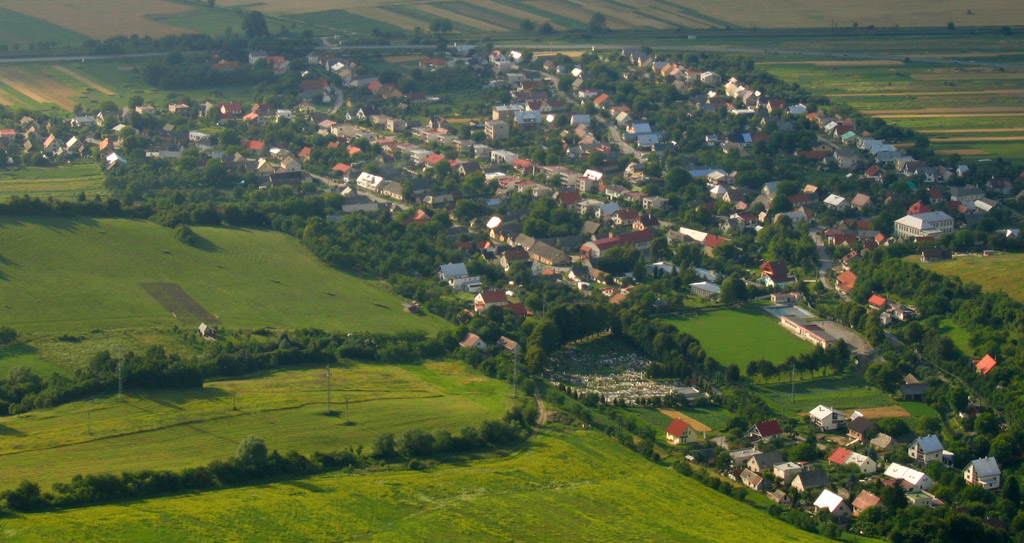
Blick auf den Ort

Die Gemeinde liegt in einem Kessel am linken Ufer der Waag am Bach Drienovka, unterhalb des Berglands Súľovské vrchy im Osten. Die Höhe des Gemeindegebiets variiert zwischen 290 m n.m. am Fluss Waag und 813 m n.m. am Berg Malý Manín. Plevník-Drienové ist acht Kilometer nordöstlich von Považská Bystrica, 18 Kilometer südwestlich von Žilina und 52 Kilometer nordöstlich von Trenčín gelegen. 
Die Gemeinde entstand 1952 durch Zusammenschluss der bis dahin selbständigen Gemeinden Plevník (erste Erwähnung 1354, ungarisch Pelyvás) und Drienové (erste Erwähnung 1458, ungarisch Vágsomfalu).
Im Ort wurde 1913 der slowakische Schriftsteller Dominik Tatarka geboren.

## Bevölkerung
| Jahr                | 1994 | 2004    | 2014    | 2024    |
| ------------------- | ---- | ------- | ------- | ------- |
| Anzahl der Personen | 1568 | 1589    | 1613    | 1718    |
| Unterschied         |      | +1,33 % | +1,51 % | +6,50 % |

| Jahr                | 2023 | 2024    |
| ------------------- | ---- | ------- |
| Anzahl der Personen | 1694 | 1718    |
| Unterschied         |      | +1,41 % |